# Joseph Cross
Joseph Michael Cross (New Brunswick, Nova Jersey, 28 de maio de 1986) é um ator norte-americano.

## Biografia
Cross nasceu em New Brunswick, Nova Jersey, mas cresceu em Pelham, Nova Iorque. Ele tem quatro irmãos. Frequentou as escolas Pelham Middle School e Pelham Memorial High School.

## Início da carreira
Como ator mirim, Cross apareceu em 1997 no Disney Channel Original Movie Northern Lights e filmes de Hollywood Desperate Measures, Wide Awake e Jack Frost, que foi lançado em 1998. Ao longo da década de 1990 e início de 2000, Joseph também apareceu em diversos papéis na televisão. E também interpretou "Casey Hughes" em As the World Turns entre 1999 e 2004.
Em 2006, Cross interpretou o jovem "Augusten Burroughs" em Correndo com Tesouras, um drama com Annette Bening e Evan Rachel Wood, e apareceu como Franklin Sousley no filme baseado em fatos reais A Conquista da Honra, dirigido por Clint Eastwood. Cross disse que gostava da transição entre Correndo com Tesouras, que ele descreveu como "personagem muito motor e menor" para o alto perfil "épico" de A Conquista da Honra. Correndo com Tesouras foi descrito por fontes da mídia como o "melhor desempenho de Cross". Cross também fez o filme Sem Vestígios, no qual ele desempenhou o papel de "Owen Reilly", o assassino no filme, que Diane Lane está tentando encontrar.
Cross retratou o homossexual e ativista gay Dick Pabich em 2008 no filme indicado ao Oscar Milk -  A Voz da Igualdade, estrelado por Sean Penn como Harvey Milk.

## Filmografia

### Filme
| Ano  | Título                 | Papel              |
| ---- | ---------------------- | ------------------ |
| 1998 | Desperate Measures     | Matthew Conner     |
| 1998 | Wide Awake             | Joshua Beal        |
| 1998 | Jack Frost             | Charlie Frost      |
| 2005 | Homecoming             | Barry (jovem)      |
| 2005 | Strangers with Candy   | Derrick Blank      |
| 2006 | Flags of Our Fathers   | Franklin Sousley   |
| 2006 | Running with Scissors  | Augusten Burroughs |
| 2008 | Untraceable            | Owen Reilly        |
| 2008 | Milk                   | Dick Pabich        |
| 2009 | Falling Up             | Henry O'Shea       |
| 2010 | The Last Film Festival | Agente Junior      |
| 2010 | Son of Morning         | Philip             |
| 2011 | Nascido para Correr    | Danny Krueger      |
| 2014 | Last Weekend           | Roger Green        |

### Televisão
| Ano       | Título                            | Papel         | Notas          |
| --------- | --------------------------------- | ------------- | -------------- |
| 1997      | Northern Lights                   | Jack          | Filme de TV    |
| 1998      | Saint Maybe                       | Jovem Thomas  | Filme de TV    |
| 1998      | Touched by an Angel               | Petey         | 1 episódio     |
| 1999-2004 | As the World Turns                | Casey Hughes  | Elenco regular |
| 2000      | The Spring                        | Nick Conway   | Filme de TV    |
| 2003      | Third Watch                       | Eric Beckman  | 2 episódios    |
| 2003      | The O'Keefes                      | Danny O'Keefe | 8 episódios    |
| 2004      | Smallville                        | Jordan Cross  | 1 episódio     |
| 2004      | Law & Order: Special Victims Unit | Adam Nesbit   | 1 episódio     |

## Prêmios e Indicações
| Prêmios | Prêmios   | Prêmios                                   | Prêmios                             | Prêmios                   |
| Ano     | Resultado | Premiação                                 | Categoria                           | Título                    |
| ------- | --------- | ----------------------------------------- | ----------------------------------- | ------------------------- |
| 1998    | Indicado  | Young Artist Awards                       | Melhor Ator Jovem Principal         | Northern Lights           |
| 1999    | Indicado  | YoungStar Awards                          | Melhor Ator Jovem                   | As the World Turns        |
| 1999    | Indicado  | Young Artist Awards                       | Melhor Ator Jovem Principal         | Wide Awake                |
| 2000    | Indicado  | Young Artist Awards                       | Melhor Performance em Novela        | As the World Turns        |
| 2006    | Venceu    | Satellite Awards                          | Melhor Ator Jovem Bonito e Covinhas | Correndo com Tesouras     |
| 2007    | Indicado  | Broadcast Film Critics Association Awards | Melhor Ator Jovem                   | Correndo com Tesouras     |
| 2009    | Indicado  | Screen Actors Guild Awards                | Perfprmance Marcante de Elenco      | Milk - A Voz da Igualdade |